# Projekt 22350
Projekt 22350 (jinak též třída Admiral Gorškov) je třída víceúčelových fregat ruského námořnictva. Hlavním posláním těchto fregat je ničení ponorek a obrana flotily či konvojů. Jsou to první nové velké hladinové lodě, které ruské námořnictvo staví od konce studené války. Dle vyjádření ruského ministra obrany Šojgu má být první šestice fregat této třídy dodána do roku 2025. K roku 2020 bylo objednáno osm fregat této třídy. Stavební program však provázejí výrazná zdržení.

## Stavba
Stavba první jednotky této třídy byla objednána v roce 2005. Byla to první nová velká hladinová loď, kterou si ruské námořnictvo objednalo po 15 letech. Ruské námořnictvo plánovalo stavbu až 20 jednotek této třídy, přičemž do roku 2020 mělo být dodáno prvních šest. Kýl první jednotky Admiral Sergej Gorškov byl založen v únoru 2006 v loděnici Severnaja Verf v Petrohradu. Dokončení lodi bylo plánováno na rok 2015. Stavba druhé jednotky, pojmenované Admiral Kasatonov, byla zahájena v září 2009 a její dokončení bylo plánováno na rok 2015.
Stavební program postihla značná zdržení, takže dokončení zkoušek prototypové fregaty Admiral Gorškov je plánováno na konec roku 2018. V létě roku 2018 probíhaly zkoušky ještě na druhé fregatě Admiral Kasatonov, přičemž další dvě plavidla byla rozestavěna. Prototypová fregata byla do služby přijata v červenci 2018, tedy po 12 letech od zahájení stavby. V září 2020 byly na veletrhu Armija-2020 objednány devátá a desátá fregata této třídy.
Jednotky třídy Projektu 22350:
| Jméno                   | Založení kýlu      | Spuštěna          | Vstup do služby   | Status    |
| ----------------------- | ------------------ | ----------------- | ----------------- | --------- |
| Admiral Gorškov (417)   | 1. února 2006      | 29. října 2010    | 28. července 2018 | aktivní   |
| Admiral Kasatonov (431) | 26. listopadu 2009 | 12. prosince 2014 | 21. července 2020 | aktivní   |
| Admiral Golovko (456)   | 1. února 2012      | 22. května 2020   | 25. prosince 2023 | aktivní   |
| Admiral Isakov          | 14. listopadu 2013 | 27. září 2024     | 2022 (plán)       | ve stavbě |
| Admiral Amelko          | 23. dubna 2019     | 14. srpna 2025    |                   | ve stavbě |
| Admiral Čičagov         | 23. dubna 2019     |                   |                   | ve stavbě |
| Admiral Jumašev         | 20. července 2020  |                   |                   | ve stavbě |
| Admiral Spiridonov      | 20. července 2020  |                   |                   | ve stavbě |
|                         |                    |                   |                   | objednána |
|                         |                    |                   |                   | objednána |

## Konstrukce

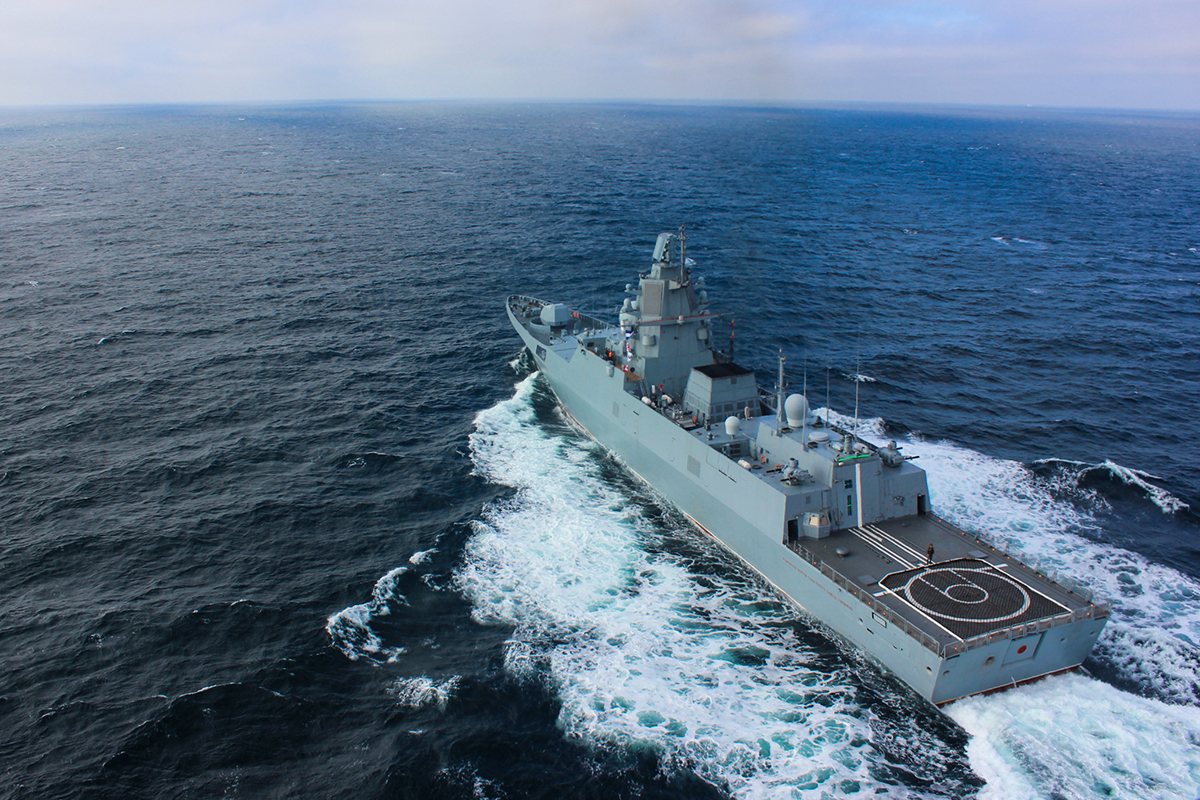
Admiral Sergej Gorškov (417)

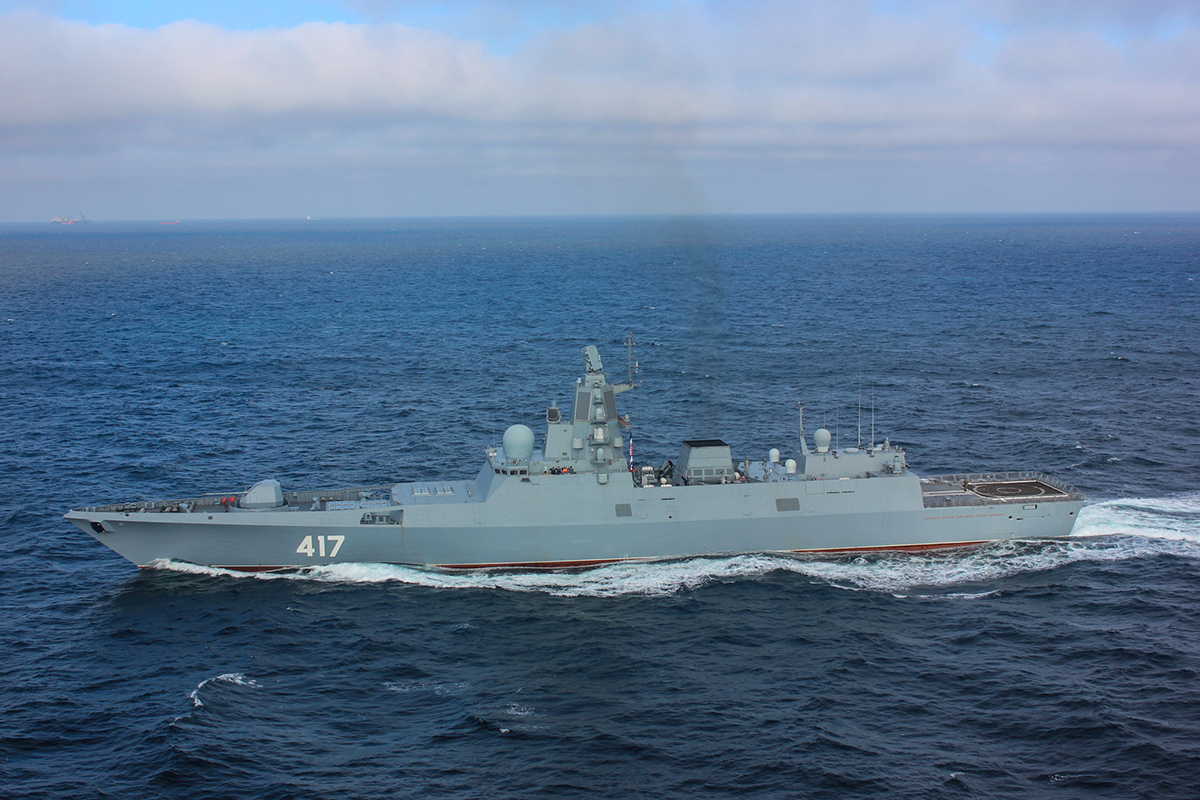
Admiral Sergej Gorškov (417)

Konstrukce třídy Admiral Gorškov navazuje na fregaty třídy Talwar, vyvinuté Ruskem pro indické námořnictvo. Pro celou třídu je plánována následující výzbroj. Hlavňovou výzbroj představuje dvouúčelový 130mm kanón A-192 ve věži na přídi. Blízkou obranu zajišťují dva hybridní systémy 3K87 Kortik (v kódu NATO CADS-N-1 Kashtan), kombinující 30mm kanóny a protiletadlové řízené střely 9M311 (SA-N-11 Grison). Protilodní výzbroj má představovat osm protilodních střel P-800 Oniks (SS-N-26). K protiponorkovému boji slouží systém Medvedka-2. K obraně proti vzdušným cílům slouží protiletadlový raketový komplet středního dosahu Uragan (SA-N-7 Gadfly). Na zádi je přistávací plošina a hangár pro uskladnění jednoho protiponorkového vrtulníku Kamov Ka-27. Pohonný systém je koncepce COGAG. Pro plavbu cestovní rychlostí slouží dvě plynové turbíny, přičemž v bojové situaci se připojí ještě dvě hlavní turbíny. Lodní šrouby jsou dva. Nejvyšší rychlost je 30 uzlů.